# Longitarsus holsaticus
Longitarsus holsaticus  (лат.) — вид листоедов (Chrysomelidae) из подсемейства козявок (Galerucinae).

## Распространение
Распространён в Палеарктическом регионе: в западной части за исключением Испании, Сардинии и Хорватии, а также встречается в Южной Италии, Сицилии, Северной Африке, южной части Балканского полуострова и в Малой Азии.

## Экология
Взрослые жуки и их личинки питаются листьями мытника (Pedicularis), (род растений из семейства норичниковых (Scrophulariaceae)).

## Подвиды и вариетет
- вариетет: Longitarsus holsaticus var. discoideus Weise, 1888
- вариетет: Longitarsus holsaticus var. seriepunctatus Roubal, 1943